# Unix-like

Evolución de los sistemas Unix y Unix-like desde 1969.

Un sistema operativo Unix-like (literalmente, «similar a Unix») a veces abreviado como UN*X o *nix para no tener problemas con la marca registrada) es un sistema que se comporta de manera similar a un sistema Unix, aunque no es necesario que sea certificado en ninguna versión de la Single Unix Specification. En español el término Unix-like se puede traducir en como Unix o tipo Unix.

No hay una norma para definir el término por lo que se generaron diferentes opiniones sobre cuándo otorgar a un sistema operativo el calificativo "Unix-like".
El término puede incluir software libre y de código abierto inspirado en el sistema Unix desarrollado en los laboratorios Bell, software propietario, comercial, o incluso versiones basadas en el código fuente licenciado de Unix.
Las versiones libres u open source, son a veces llamadas Freenix.

## El término "Unix-like" y la marca registrada UNIX
The Open Group es el propietario de la marca registrada Unix y administra la Single Unix Specification con el uso del nombre "UNIX" como marca de certificación. Ellos no aprueban el uso del nombre "Unix-like", y consideran que es un mal uso de su marca. La guía de uso de la marca requiere que "UNIX" esté escrito con letras mayúsculas, o bien que sobresalga del texto, y recomienda usarlo como adjetivo de palabras como "sistema", pero rechaza su uso en frases con guion.
Otras personas frecuentemente usan "Unix" como una marca vulgarizada. Algunos agregan un carácter comodín para crear un eufemismo, por ejemplo con "Un*x" o "*nix", dado que los sistemas Unix-like frecuentemente tienen nombres como AIX, HP-UX, IRIX, Linux, Minix, Ultrix y Xenix. Dicho patrón no se aplica a todos los sistemas Unix-like (como Solaris, FreeBSD o Mac OS X), pero se lo reconoce por hacer referencia a sistemas descendientes de Unix.
En el año 2007, Wayne R. Gray puso en disputa el uso de UNIX como una marca registrada, pero perdió el caso, y perdió nuevamente en apelación.
También en el 2007, The Open Group logró mediante un acuerdo legal prohibir el uso de "UNIK" como una forma corta de nombrar a la Universidad de Kassel, en Alemania.

### Categorías
Dennis Ritchie, uno de los creadores de Unix, ha expresado su opinión diciendo que los sistemas Unix-like como GNU/Linux son sistemas Unix de facto. Eric S. Raymond y Rob Langley sugirieron que existen 3 tipos de sistemas Unix-like:
UNIX genéticoSon aquellos sistemas con una conexión histórica con el código base de AT&T. Muchos (pero no todos) los sistemas UNIX comerciales entran en esta categoría. Así lo hacen los sistemas BSD, los cuales son descendientes del trabajo hecho en la Universidad de California en Berkeley partiendo del código de UNIX a fines de la década de 1970 y principios de 1980. Aunque algunos de estos sistemas no tienen código original de AT&T, se pueden encontrar rastros del diseño original.
UNIX registradoEstos sistemas, muchos de ellos comerciales por naturaleza, fueron clasificados por el Open Group como sistemas que cumplen las especificaciones de las Single Unix Specification y están permitidos llevar el nombre UNIX. Muchos de estos sistemas son derivaciones comerciales del código base del System V, aunque algunos (como el z/OS de IBM) se ganaron la marca por ser compatibles con el estándar POSIX y no son internamente sistemas UNIX. Apple Mac OS X Leopard y sus variantes BSD fueron también certificadas. Y muchos sistemas UNIX viejos ya no entran en esta definición.
UNIX funcionalGlobalmente, cualquier sistema Unix-like que se comporte de manera bastante similar a las especificaciones de UNIX. Más específicamente se puede referir a sistemas como Linux o Minix que se comportan de manera similar pero no tienen conexión alguna con el código de AT&T. Muchas implementaciones libres, tanto descendientes de UNIX como no, entran en esta categoría, dado el alto costo de obtener una certificación del Open Group, la cual cuesta cientos de dólares y no es necesaria comercialmente.

## Capas de compatibilidad
Algunos sistemas operativos que no son Unix-like, proveen una capa de compatibilidad con varios grados de funcionalidad Unix-like.
- La capa de compatibilidad POSIX del IBM z/OS es lo suficientemente completa como para estar certificada como UNIX.
- Cygwin provee un entorno bastante completo del sistema GNU, lo suficiente como para que los programas de código abierto más comunes puedan ser compilados y ejecutados, con algunas emulaciones de Linux sobre la API de Windows.
- Interix provee una funcionalidad Unix-like como un subsistema de Windows NT.

## Desarrollo de sistemas Unix-like
Los sistemas "Unix-like" comenzaron a aparecer a finales de los años 70 y principios de los 80. Muchas versiones propietarios como Idris (1978), Coherent (1983), UNOS (1983) y UniFlex (1985), tuvieron como objetivo proveer a las empresas con la funcionalidad disponible a los usuarios académicos de UNIX.
Cuando AT&T permitió la licencia comercial de UNIX en los 80', varios sistemas operativos propietarios fueron desarrollados basándose en UNIX, incluidos AIX, HP-UX, IRIX, SunOS, Tru64, Ultrix y Xenix. La creciente incompatibilidad entre esos sistemas, llevó a la creación de estándares, incluyendo POSIX y Single Unix Specification.
Mientras tanto, el proyecto GNU fue lanzado en 1983 con el propósito de desarrollar GNU, un sistema operativo libre, es decir, que sus usuarios puedan usar libremente, distribuir copias, estudiar su comportamiento, modificar el código fuente y redistribuirlo con las modificaciones. Varios sistemas Unix-like fueron desarrollados a la par del proyecto GNU, frecuentemente compartiendo componentes sustanciales, llevando a desacuerdos sobre cuándo el sistema debía llamarse GNU o no, como es el caso de GNU/Linux. Estos sistemas al principio fueron ofrecidos como reemplazos de bajo costo y sin las restricciones de UNIX, e incluyen a BSD, Linux y Minix. Algunos de estos fueron la base para sistemas comerciales como BSD/OS y Mac OS X. Notablemente, Mac OS X 10.5 y Mac OS X 10.6 corriendo en computadoras Mac con procesador Intel están certificadas por el Single Unix Specification.
Las distintas variantes BSD son notables por el hecho de que descienden de UNIX, fueron desarrolladas por la Universidad de California en Berkeley con el código fuente de UNIX de los laboratorios Bell. Sin embargo, el código fuente de BSD ha evolucionado desde entonces y se reemplazó todo el código de AT&T. Como las variantes de BSD no están certificadas por The Open Group, son entonces llamadas "Unix-like".[cita requerida]

## Programas
- CheckInstall